# Adolf Zeman
Adolf Zeman (24. ledna 1882 Praha – 8. července 1952 Praha) byl český novinář, spisovatel a historik, příslušník československých legií v Rusku, účastník Ruské občanské války a tzv. Sibiřské anabáze, představitel tzv. legionářské literatury.

## Život

### Mládí
Narodil se v Praze. Při studiu historie na pražské Filozofické fakultě Karlo-Ferdinandovy univerzity v Praze se účastnil studentského a literárního života, mj. v kruhu Karla Huga Hilara či Jiřího Mahena. V letech 1903 až 1905 sloužil jako jednoroční dobrovolník rakousko-uherské armády u 88. pěšího pluku v Tridentu, pro své protirakouské smýšlení a styky s italskou iredentou musel však sloužiti druhý rok jako prostý vojín. Od roku 1907 pracoval jako novinář, nejprve v periodiku Den, vydávaným mladočechy, od roku 1910 v Pražských novinách. 

### Československé legie
Když roku 1914 Rakousko-Uhersko vyhlásilo válku Srbsku a následně tak vstoupilo do válečného stavu s Ruskem, byl povolán a odvelen na východní frontu. V březnu roku 1915 při bojích v Karpatech přešel na ruskou stranu a následně byl internován v zajateckém táboře v Taškentu. Roku 1916 vstoupil do československých legií a byl zařazen k dělostřeleckému pluku. Později prodělal důstojnický kurz. S plukem pak absolvoval všechna jeho bojová nasazení, včetně Sibiřské anabáze a obsazení Transsibiřské magistrály, aby bylo možné vrátit se lodní cestou přes přístav ve Vladivostoku do nově vzniklého Československa. Později byl povolán jako pomocník náčelníka historického oddělení při štábu armády dr. Fr. Šteidlera do Irkutska. Roku 1920 se v hodnosti podporučíka na americké lodi SS President Grant vrátil do ČSR. 

### V Československu
Poté nastoupil zpět do Pražských novin, kde se postupně vypracoval na pozici šéfredaktora, zároveň se věnoval literární tvorbě. Přispíval také do dalších periodik a časopisů, mj. do Národní politiky, Národních listů, Venkova, Národního osvobození, Tribuny, Světozoru, Besed lidu, Rozkvětu a dalších. Podílel se též na tvorbě pro rozhlasovou stanici Radiojournal. Do důchodu odešel roku 1938.

### Úmrtí
Adolf Zeman zemřel 8. července 1952 ve věku 70 let. 

## Dílo
Jeho beletristická tvorba čítá na dvacet románů. Jeho prvním dílem byla Československá Odyssea. Zemanův román Vasil Innokentějevič, vydaný roku 1922, je někdy považován za první beletristický román z kategorie tzv. legionářské literatury. Vytvořil také několik úspěšných legionářských trilogií.  

### Romány (výběr)
- Vasil Innokentějevič
- Piráti svobody

- Velká hra

- Hrdina Agačin
- Rudé vánoce
- Tonča Madonna
- Nepřátel se nelekali

### Trilogie
- Tři bitvy (Zborov, Hrdinové od Arrasu a Doss Alto)
- Mrtvá baterie (Osvoboditelé, Sirotci a Proklatci)

### Historiografická díla (výběr)
- Československá Odyssea
- Československá Golgota (1946)